# Katherine Boo
Katherine J. Boo (ur. 12 sierpnia 1964 w Waszyngtonie) – dziennikarka i pisarka, pisząca przede wszystkim o biednych i pokrzywdzonych ludziach w Ameryce i Indiach.

## Życie
Boo wychowała się w okolicach Waszyngtonu, gdzie jej rodzice przeprowadzili się z Minnesoty, kiedy jej ojciec został bliskim współpracownikiem deputowanego do Izby Reprezentantów Eugene’a McCarthy’ego. W 1988 r. Boo ukończyła z wyróżnieniem Barnard College Columbia University. Jest żoną Sunila Khilnaniego, profesora nauk politycznych i dyrektora Instytutu Indyjskiego w King’s College w Londynie.

## Kariera
Boo rozpoczęła karierę dziennikarską w Washington City Paper, następnie pracowała w Washington Monthly, skąd przeszła do The Washington Post, gdzie pracowała w latach 1993–2003.
W roku 2000 otrzymała Nagrodę Pulitzera w kategorii Służba Publiczna za serię artykułów w The Washington Post o domach grupowych dla upośledzonych umysłowo. Komisja przyznała nagrodę za „ujawnienie nieszczęsnego zaniedbania i nadużyć w miejskich domach grupowych dla osób upośledzonych umysłowo, co zmusiło władze do potwierdzenia warunków i rozpoczęcia reform”.
W 2003 roku dołączyła do zespołu The New Yorker, z którym współpracowała już od 2001. W 2004 roku wygrała National Magazine Award w kategorii Dłuższych Artykułów za opublikowany na łamach The New Yorker „The Marriage Cure”. Artykuł ten był zapisem finansowanych przez stan działań edukacyjnych na temat małżeństwa, skierowanych do biednych mieszkańców Oklahomy, co miało na celu pomoc w wyjściu z ubóstwa biorącym udział w tych zajęciach. W 2002 Boo otrzymała również The Hillman Prize – nagrodę za artykuły przyspieszające realizację idei sprawiedliwości społecznej – za opublikowany w The New Yorker artykuł „After Welfare” (2001).
W 2012 r. ukazała się jej pierwsza książka Zawsze piękne. Życie, śmierć i nadzieja w slumsach Bombaju, opowiadająca o życiu mieszkańców Annawadi, slumsów Bombaju. Katherine Boo spędziła trzy lata w slumsach stolicy Indii, obserwując życie drobnych złodziei, nieletnich śmieciarzy i kobiet. Za tę książkę otrzymała National Book Award. Książka ta została przetłumaczona na język polski i ukazała się 21 lutego 2013.

## Nagrody
- 2000 Nagroda Pulitzera w kategorii Służba Publiczna
- 2002 MacArthur Fellowship
- 2002 The Hillman Prize
- 2004 National Magazine Award w kategorii Dłuższych Artykułów
- 2012 Samuel Johnson Prize za Zawsze piękne. Życie, śmierć i nadzieja w slumsach Bombaju
- 2012 National Book Award (non-fiction) za Zawsze piękne. Życie, śmierć i nadzieja w slumsach Bombaju

## Twórczość
- Behind the Beautiful Forevers: Life, Death and Hope in a Mumbai Undercity (2012, polskie wydanie: Zawsze piękne. Życie, śmierć i nadzieja w slumsach Bombaju, tłum. Adriana Sokołowska-Ostapko, Znak Literanova 2013).